# Steinhaus (Knittlingen)

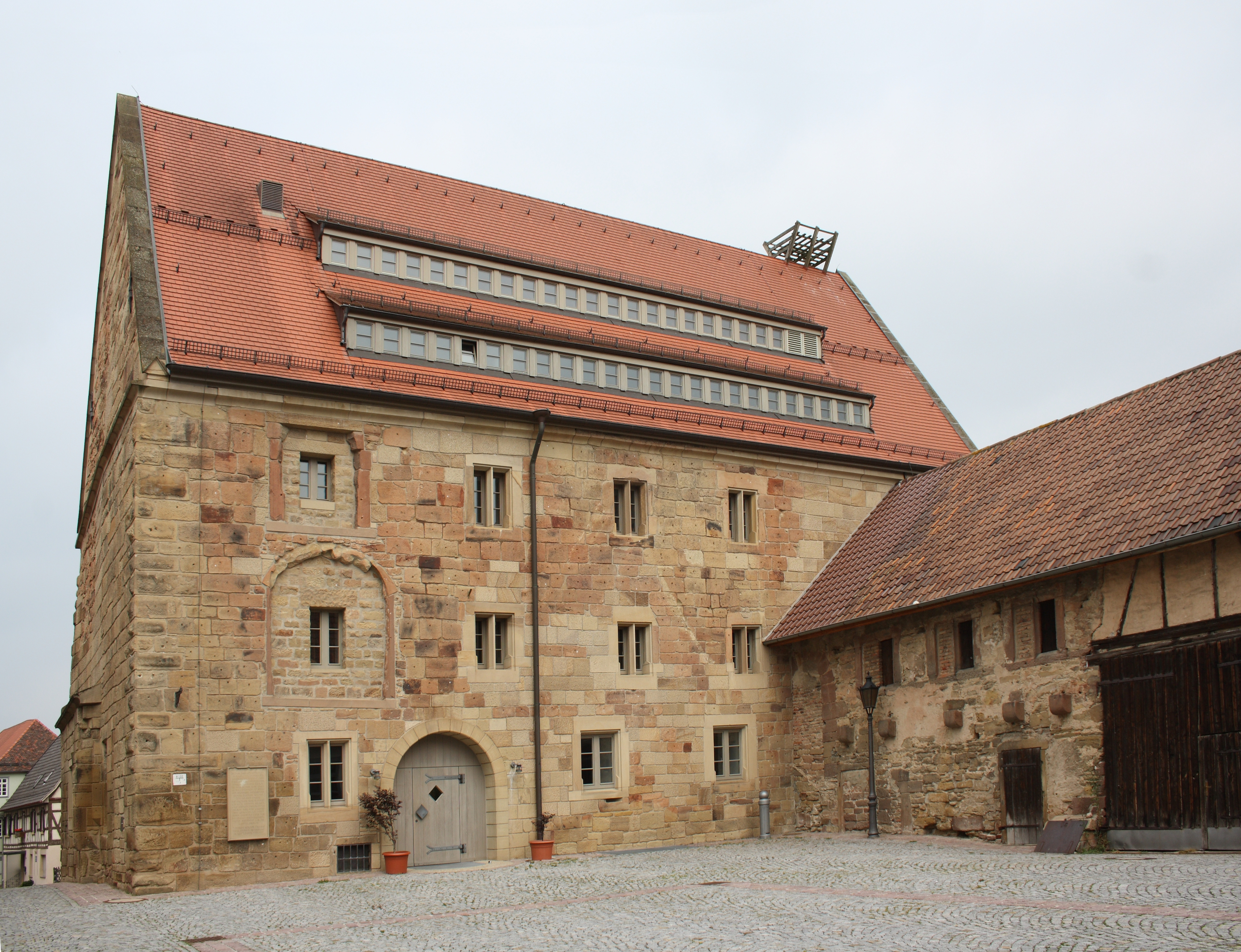
Steinhaus in Knittlingen

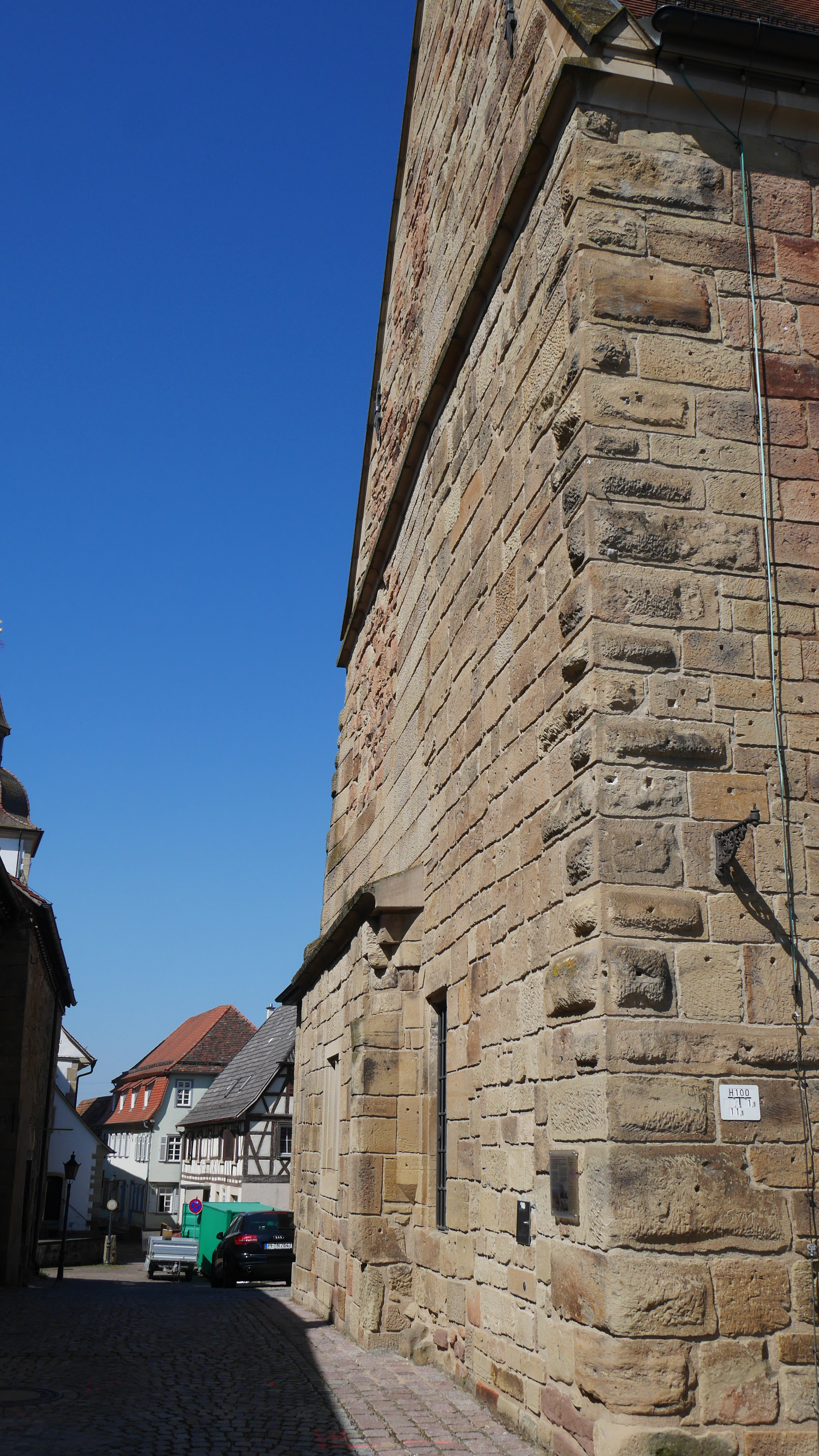
Staufische Buckelquader SO Blick Richtung Kirche

Das Steinhaus in Knittlingen, einer Gemeinde im Enzkreis in Baden-Württemberg, wurde ursprünglich im 13. Jahrhundert als Fruchtkasten vom Kloster Maulbronn als Teil des Pfleghofs errichtet. Das Steinhaus mit der Adresse Pfleghof 1 ist ein geschütztes Kulturdenkmal.

## Geschichte
Das Mauerwerk des dreigeschossigen Massivbaus ist aus Sandstein, mit großen Werksteinen und teilweise Buckelquadern; die Fenstergewände sind profiliert. 1148 erwarb das Kloster Maulbronn die Rechte über Knittlingen und errichtete die Pfleghöfe des Klosters. Der Keller ist durchgängig von einer Gewölbedecke überspannt. Der dreigeschossige Dachaufbau wurde modern mit langen Gaubenbändern ausgebaut.
Das Steinhaus diente im Laufe der Jahrhunderte unterschiedlichen Zwecken, als Nahrungs- und Futterdepot, als Wohnhaus für die Bautrupps, die die Straße instand hielten, und häufig auch als Kaserne.
Die Stadt Knittlingen erwarb das Steinhaus 1843 vom württembergischen Kameralamt. 1919 wurde aus Furcht vor politischen Veranstaltungen hier kein Gemeindesaal eingerichtet und stattdessen nur Tabak getrocknet.
Im Jahr 1938 wurde der Keller als Luftschutzraum eingerichtet und 1944 mit einer Verbindung zur Braunschen Scheune erweitert.